# وایمیانزو
وایمیانزو (به اسپانیایی: Vimianzo) یکی از دهستان‌های اسپانیا است.

## خصوصیات
وایمیانزو ۱۸۸٫۱۳ کیلومترمربع مساحت و ۸٬۴۷۵ نفر جمعیت دارد.